# Arma di sostituzione
In araldica, si definiscono «armi di sostituzione» quelle assunte per evitare la scomparsa del blasone di una famiglia che si è estinta: chi le porta, quindi, le ha prese in sostituzione delle proprie.
Come esempio si può citare la famiglia Ginanni-Maroncelli, che assunse come arma uno scudo partito con l'arma dei Ginanni nel 1° e quella dei Maroncelli (di rosso, a tre aquilotti spiegati d'argento) nel 2°.

Stemma della famiglia Ginanni
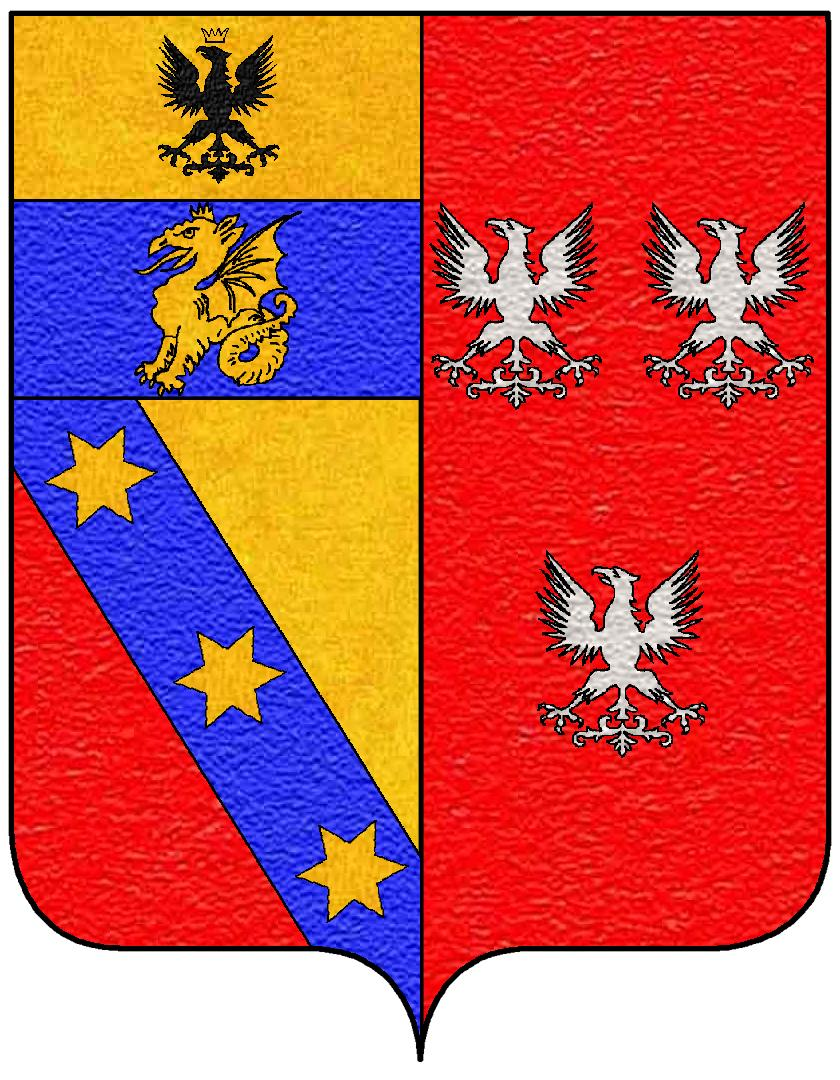
Stemma Ginanni Maroncelli